# Richard N. Elliott

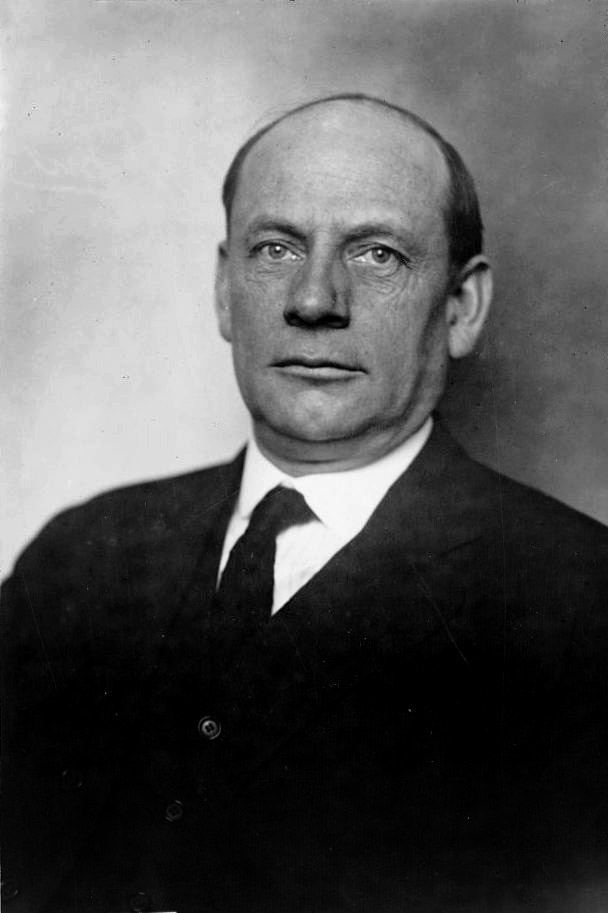
Richard N. Elliott

Richard Nash Elliott (* 25. April 1873 bei Connersville, Fayette County, Indiana; † 21. März 1948 in Washington, D.C.) war ein US-amerikanischer Politiker. Zwischen 1917 und 1931 vertrat er den Bundesstaat Indiana im US-Repräsentantenhaus.

## Werdegang
Richard Elliott besuchte die öffentlichen Schulen seiner Heimat und unterrichtete danach selbst drei Jahre lang als Lehrer. Nach einem Jurastudium und seiner im Jahr 1896 erfolgten Zulassung als Rechtsanwalt begann er in diesem Beruf zu arbeiten. Zwischen 1897 und 1906 war er Staatsanwalt des Fayette County. Politisch war Elliott Mitglied der Republikanischen Partei. In den Jahren 1905 bis 1909 saß er als Abgeordneter im Repräsentantenhaus von Indiana. Zur gleichen Zeit war er auch juristischer Vertreter der Stadt Connersville. 1916 nahm er als Delegierter an der Republican National Convention in Chicago teil, auf der Charles Evans Hughes als Präsidentschaftskandidat nominiert wurde.
Nach dem Tod des Abgeordneten Daniel Webster Comstock wurde Elliott bei der fälligen Nachwahl für den sechsten Sitz von Indiana als dessen Nachfolger in das US-Repräsentantenhaus in Washington, D.C. gewählt, wo er am 29. Juni 1917 sein neues Mandat antrat. Nach sechs Wiederwahlen konnte er bis zum 3. März 1931 im Kongress verbleiben. Diese waren zunächst noch von den Ereignissen des Ersten Weltkrieges überschattet. In den Jahren 1919 und 1920 wurden der 18. und der 19. Verfassungszusatz ratifiziert. Elliott war zwischenzeitlich Vorsitzender des Ausschusses zur Kontrolle der Ausgaben des Außenministeriums, eines Wahlausschusses und des Ausschusses zur Verwaltung der staatlichen Liegenschaften. 1930 führte er den Vorsitz beim regionalen republikanischen Parteitag in Indiana.
Im selben Jahr unterlag Elliott dem Demokraten William Larrabee. Zwischen 1931 und 1943 arbeitete er als Assistant Comptroller General für die Bundesregierung. Er starb am 21. März 1948 in Washington und wurde in Connersville beigesetzt.